# Xe bọc thép chở quân Type 63

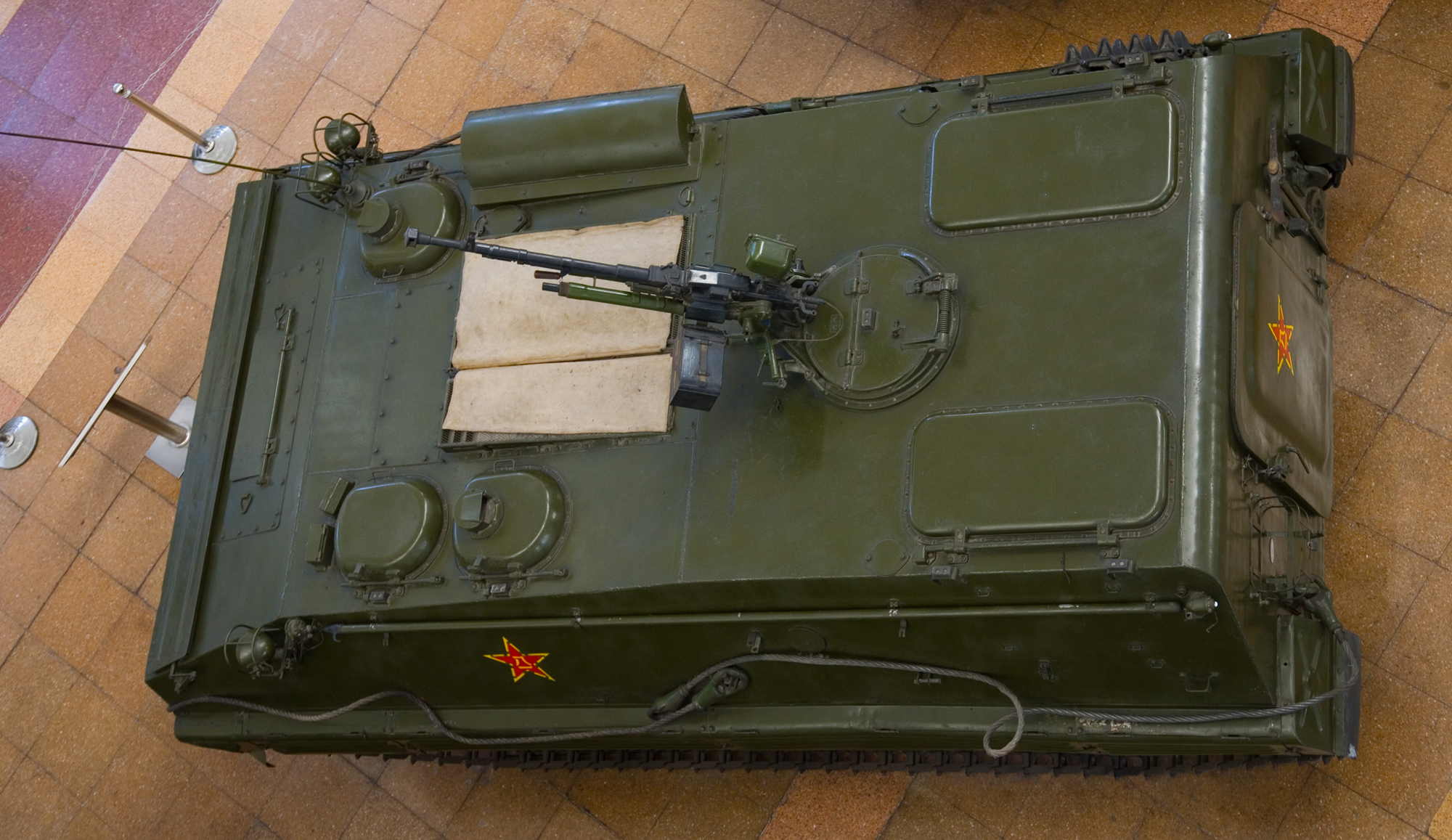
Ảnh chụp góc trên của xe thiết giáp Type 63 (A531) tại Bảo tàng quân sự Bắc Kinh

Xe thiết giáp Type 63 (Tên định danh là YW-531) là một loại Xe bọc thép chở quân được đưa vào biên chế vào cuối những năm 1960. Nó là loại xe bọc thép đầu tiên được thiết kế ở Trung Quốc mà không cần sự hỗ trợ từ Liên Xô. Loại xe này có thiết kế đơn giản và có thể so sánh với các loại xe thiết giáp chở quân khác cùng thời như M113.
Khoảng 8.000 chiếc Type 63 bao gồm các biến thể của nó đã được sản xuất bởi tập đoàn Norinco. Nó cũng trang bị cho một số quân đội trên thế giới và đã tham gia vào các cuộc chiến tranh khác nhau bao gồm Chiến tranh Việt Nam, Chiến tranh biên giới Việt - Trung, Chiến tranh Iran-Iraq và Chiến tranh vùng Vịnh.

## Phát triển
Vào tháng 7 năm 1958, Cộng hòa Nhân dân Trung Hoa tuyên bố một kế hoạch chiến lược phát triển khoa học quốc gia, trong đó kêu gọi chế tạo một loại xe bọc thép chở quân bánh xích có thể đưa vào sản xuất hàng loạt vào năm 1960, trong vòng chưa đầy hai năm, và Nhà máy cơ khí Vĩnh Định (永定机械厂 - Vĩnh Định Cơ Giới Xưởng) – sau này được sáp nhập vào tập đoàn NORINCO chịu trách nhiệm sản xuất loại xe thiết giáp mới.
Công việc thiết kế được giao cho Viện Công trình Cơ giới số 1 (khi đó tập trung vào thiết kế xe tăng) và Phòng 4 của Học viện Kỹ thuật Cáp Nhĩ Tân dưới sự giám sát của khoa Khoa học của Binh chủng Thiết giáp Quân Giải phóng Nhân dân Trung Quốc, Cục thứ năm của Viện Công trình Cơ giới số 1 và các chuyên gia Liên Xô.

## Thiết kế
Thân xe được làm bằng thép hàn và cung cấp khả năng bảo vệ chống lại hỏa lực từ vũ khí cỡ nhỏ. Xe chở tối đa 15 người bao gồm cả kíp lái, tùy thuộc vào cấu hình cụ thể có thể là hai hoặc bốn người, những  còn lại là bộ binh ngồi trong một khoang ở phía sau xe. Người lái xe ngồi ở phía trước bên trái của thân xe và có một cửa sập duy nhất mở ra từ bên trái. Người lái xe được cung cấp hai kính tiềm vọng ban ngày bao phủ phía trước và bên phải của phương tiện. Một trong những kính tiềm vọng của người lái xe có thể được thay thế bằng thiết bị nhìn ban đêm. Người chỉ huy ngồi ở phía trước bên phải của thân xe và có một cửa sập duy nhất mở ra bên phải. Cửa chỉ huy có một kính tiềm vọng ở bề mặt trên có thể xoay 360 độ. Các biến thể xuất khẩu của phương tiện với động cơ BF8L đã loại bỏ vị trí chỉ huy ở phía trước bên phải thân xe. Phía sau người lái, ở phía bên trái của thân xe là vị trí của thành viên thứ ba, được cung cấp một cửa sập mở ra bên trái và giống như vị trí của chỉ huy có một kính tiềm vọng xoay 360 độ.
Động cơ nằm ở phía sau bên phải của lái xe. Nó có một cửa hút lớn nằm ở trên cùng của thân xe, với ống xả ở phía bên phải. Xe sử dụng động cơ diesel Type 6150L 260 mã lực hoặc động cơ diesel tăng áp 8 xi-lanh làm mát bằng không khí KHD BF8L 413F trên các phiên bản xuất khẩu với công suất 320 mã lực tại 2.500 vòng/phút. Động cơ cung cấp hộp số sàn với 5 số tiến và một số lùi. Bộ xích truyền động ở phía trước với một đĩa xích truyền động và  bốn bánh xe chạy bằng cao su, sau đó vòng qua một con lăn ở phía sau, trước khi quay trở lại phía trước. Hệ thống treo thuộc loại thanh xoắn. Chiếc xe có dung tích nhiên liệu là 450 lít, cho phép nó đi được quãng đường khoảng 500 km.
Một khẩu súng máy cỡ nòng 12,7 mm được đặt trong một bệ mở ở phía trước một cửa sập nhỏ ở giữa thân xe mở ra khoang chở quân. Súng có thể di chuyển qua 360 độ và có thể nâng lên một góc 90 độ. Hai cửa sập 2 bên và một cửa sau lớn giúp tiếp cận khoang chở quân.

## Lịch sử chiến đấu
Type 63 đã được Quân đội Nhân dân Việt Nam sử dụng trong Chiến tranh Việt Nam với lần đầu tiên tham chiến vào tháng 12/1971 ở chiến dịch Cánh đồng Chum trong đội hình Tiểu đoàn xe tăng 195A. Trong quá trình chiến đấu, nhận thấy khẩu đại liên 12,7mm tuy có hỏa lực khá tốt nhưng hạn chế góc tà, do đó Quân giới Việt Nam đã lắp thêm 1 khẩu đại liên 7,62mm ở mũi trước xe để tăng thêm hỏa lực, hai bên thành xe được mở thêm nhiều cửa nhỏ để bộ binh ngồi trên xe có thể sử dụng được súng AK và ném lựu đạn ra ngoài.
Type 63 cũng đã được Quân đội Nhân dân Việt Nam và Trung Quốc sử dụng trong Chiến tranh biên giới VIệt - Trung. Trong cuộc chiến này, nó tỏ ra rất có giá trị vì khả năng bảo vệ và cơ động của nó. Quân đội Zaire đã sử dụng nó trong Nội chiến Angola, cũng như quân đội Tanzania đã sử dụng loại xe này trong Chiến tranh Uganda–Tanzania. Trong Chiến tranh Iran-Iraq, Trung Quốc đã xuất khẩu số lượng Type 63 sang Iraq và Iran. Những phương tiện này đã được sử dụng rộng rãi trong Chiến tranh vùng Vịnh và cuộc xâm lược Iraq năm 2003. Lực lượng Peshmerga đã sử dụng ít nhất một chiếc Type 63 để chống lại Nhà nước Hồi giáo tự xưng IS.

## Các nước sử dụng

### Đang sử dụng
- Kurdistan -Dùng để chống lại lực lượng khủng bố IS [1]
- Bắc Triều Tiên[2][3]
- Pakistan – 80–100 Type 531 chiếc đang phục vụ trong quân đội Pakistan.[4][5]
- Sri Lanka[6]
- Vietnam – 80[7]
- Zimbabwe – 30 chiếc được chuyển giao vào năm 1981.[8] 8 chiếc vẫn đang hoạt động[9]
- Cộng hòa Nhân dân Trung Hoa – Khoảng 2,400 chiếc Type 63 và Type 63C đang hoạt động[10]
- Myanmar - 150 chiếc YW-531H đang hoạt động.[11]
- Sudan – 50 chiếc được chuyển giao năm 1981.[8][12]

### Đã từng sử dụng
- Albania – 103 được chuyển giao trong giai đoạn 1963–1974[8]
- Bangladesh – ~50[13]
- Iraq - 650 được chuyển giao trong giai đoạn 1982–1988.[8]
- Tanzania – ~30[3]
- Zaire – 12 chiếc được chuyển giao vào năm 1976[8]
- LTTE – 1 chiếc tịch thu từ quân đội Sri Lanka và chuyển đổi thành xe tăng hạng nhẹ với tháp pháo Alvis Saladin. Bị chiếm lại bởi quân đội Sri Lanka vào năm 2009.[14]

### Chỉ dùng với mục đích đánh giá
Australia - Sử dụng một chiếc Type 63 do Quân lực Việt Nam Cộng hòa tịch thu từ Quân Giải phóng miền Nam năm 1972 và được chuyển giao cùng năm để đánh giá tính năng. Hiện tại chiếc xe này được trưng bày tại bảo tàng Puckapunyal.